# 2015년 일본 자유민주당 총재 선거
2015년 자유민주당 총재 선거(일본어: 2015年自由民主党総裁選挙)는 아베 신조 총재의 3년 임기 만료에 따라 치러졌다. 당초 2015년 9월 8일 고시하여 9월 20일 투개표를 진행할 예정이었지만, 현직인 아베 신조 이외의 입후보자가 없어 투개표 없이 아베 신조가 총재에 재선되었다. 총재 선거가 무투표 당선으로 끝난건 2001년 고이즈미 준이치로 총재 이후 14년만이었다.

## 개요
아베 외에 이시바 시게루, 기시다 후미오 등 아베의 경쟁자들은 아베 총리가 이미 내각 각료에 임명하는 방법으로 총재 선거 출마를 막아둔 상태였고, 자민당의 전직 총무회장이었던 노다 세이코가 출마에 의욕을 보였지만 출마에 필요한 20명의 추천인을 확보하지 못해 선거 고시일인 9월 8일에 출마를 포기했다. 노다 세이코는 "당초 고시일 전에 추천인 20명을 확보한 상태였으나, 아베 측에서 추천인을 빼앗아 가면서 추천인을 확보하지 못했다"고 주장했다.